# Zbyněk Brynych
Zbyněk Brynych (Karlovy Vary, 13 giugno 1927 – Praga, 24 agosto 1995) è stato un regista e sceneggiatore cecoslovacco.

## Biografia
Brynych fu una figura eclettica in campo cinematografico: sceneggiatore, aiuto regista, aiuto regista e regista per documentari. Inizialmente musicista, dal 1946 cominciò a fare esperienza nel mondo del cinema come assistente di produzione ed aiuto regista. Si diplomò (con un diploma a distanza) in regia cinematografica alla FAMU (Scuola di cinema e televisione dell'Accademia di recitazione) di Praga. La vittoria in un concorso per sceneggiature gli permise di cominciare e realizzare dei cortometraggi per la casa cinematografica dell'esercito. Il suo primo lungometraggio Vorstadtromanze del 1958 venne subito ammesso al Festival di Cannes, lanciando Brynych al centro dei movimenti riformisti cecoslovacchi. Durante la nouvelle vague degli anni '60 realizzò dei film sospesi tra realismo ed allegoria. Brynych venne esaltato come maestro delle atmosfere, dei drammi da incubo e dell'horror politico. Nel 1961 con Smyk ottenne il suo più grande successo commerciale, che gli valse il premio come miglior regista al Festival Internazionale del cinema di Karlovy Vary. Guadagnò ulteriore popolarità nel 1962 con Trasporto per il paradiso, incentrato sul campo di concentramento di Theresienstadt e sul suo Judenrat "Marmulstaub" (soprannome di Benjamin Murmelstein). 
Dopo l'ingresso delle truppe del Patto di Varsavia a seguito degli eventi della Primavera di Praga, Brynych decise di abbandonare la Cecoslovacchia ed emigrò in Germania dell'Ovest. Qui, accanto ad alcuni adattamenti letterari di Erich Maria Remarque e Franz Kafka, realizzò tre Kolportagefilme, con storie folli ed eccessi scenici. "Io mi infilo in un formicaio ed immediatamente i suoi abitanti, spinti dalla paura e dall'orrore, salgono in superficie; e nel momento in cui saltano fuori alla luce del sole, ecco, lì comincia il mio film.".
Dalla fine degli anni '60 Brynych cominciò anche una stretta collaborazione con Helmut Ringelmann, il celebre produttore televisivo tedesco per il quale diresse anche quattro episodi di Der Kommissar, alcuni episodi de Il commissario Köster-Il commissario Kress e Polizeiinspektion 1 e - tra il 1975 ed il 1994 - oltre 30 episodi de L'ispettore Derrick (serie in cui apparve anche in alcuni cameo).
Dall'inizio degli anni '70 Brynych tornò ad essere attivo in Cecoslovacchia (Paese dal quale poté uscire fino al 1975) per una produzione poco nota all'estero, legata alla "normalizzazione" filosovietica.
La sua ultima fatica di regista fu nell'estate del 1994, sempre in una produzione di Ringelmann, in un episodio della serie televisiva tedesca Der Mann ohne Schatten ("L'uomo senza ombra) del canale privato RTL.

## Filmografia

### Regista

#### Cinema
- Slyší tě nepřítel (1951)
- Neprojdou (1953)
- Žižkovská romance (1958)
- Pět z milionu  (1959)
- Letecký den (1960)
- Každá koruna dobrá (1961)
- Smyk (1961)
- Neschovávejte se, kdyz prsí (1962)
- Trasporto per il paradiso (Transport z ráje) (1963)
- Místo v houfu (1964)
- Tempo první lásky (1965)
- Il quinto cavaliere è la paura (...a pátý jezdec je Strach, 1965)
- Transit Carlsbad (1966)
- Já, spravedlnost (1967)
- Souhvezdí panny (1968)
- Dialóg 20-40-60 (1968) (segmento The Sixty-Year-Olds)
- I desideri morbosi di una sedicenne (O Happy Day, 1970)
- Omicidio al 17º piano (Engel, die ihre Flügel verbrennen, 1970)
- Femmine carnivore (Die Weibchen, 1970)
- Oáza (1973)
- Profesoři za školou (1975)
- Jakou barvu má láska (1976)
- Noc oranžových ohňů (1976)
- Romance za korunu (1976)
- Hněv (1977)
- Kdo přichází před půlnocí (1979)
- Poločas štěstí (1985)
- Mravenci nesou smrt (1987)

#### Televisione
- Amerika oder der Verschollene - film TV (1969)
- Der Kommissar - serie TV, 4 episodi (1969-1970)
- Die Nacht von Lissabon - film TV (1971)
- L'ispettore Derrick - serie TV, 37 episodi (1975-1994)
- Geburtstage - serie TV, 1 episodio (1976)
- Polizeiinspektion 1 - serie TV, 56 episodi (1976-1988)
- Il commissario Köster/Il commissario Kress (Der Alte) - serie TV, 45 episodi (1978-1994)
- Der ganz normale Wahnsinn - serie TV (1979)
- Unsere schönsten Jahre - serie TV, 1 episodio (1980)
- Der Mann ohne Schatten - serie TV, 4 episodi (1995)

### Sceneggiatore
- Neprojdou (1953)
- Roztržka (1956)
- Žižkovská romance (1958)
- Pět z milionu  (1959)
- Smyk (1961)
- Transport z ráje (1963)
- Il quinto cavaliere è la paura (...a pátý jezdec je Strach, 1965)
- Já, spravedlnost (1967)
- Souhvězdí Panny  (1968)
- Dialóg 20-40-60 (1968)
- Die Nacht von Lissabon (1971)
- Jakou barvu má láska (1976)
- Noc oranzových ohnu (1976)
- Romance za korunu (1976)
- Akce v Istanbulu (1976)
- Kdo přichází před půlnocí  (1979)

## Premi e riconoscimenti
- 1958: Nomination alla Palma d'oro al Festival del cinema di Cannes per Žižkovská romance[4]
- 1963: Pardo d'oro al Festival del film Locarno per Transport z ráje[5]